# Епархия Пельплина
 Епархия Пельплина  (лат. Dioecesis Pelplinensis) — епархия Римско-Католической церкви с центром в городе Пельплин, Польша. Епархия Пельплина входит в митрополию Гданьска. Кафедральным собором епархии Пельплина является церковь Успения Пресвятой Девы Марии. В городе Хелмжа находится сокафедральный собор Святой Троицы.

## История
Епархия Хелмно была образована в 1243 году. Епархия Хелмно была одной из четырёх епархий, основанных на территории государства Тевтонского ордена. Первоначально епархия Хелмно входила в рижскую митрополию. В 1466 году епархия Хелмно была присоединена к митрополии Гнезно.
В 1918 году после воссоздания Польского государства несколько приходов епархии Пельплина оказались на территории Восточной Пруссии. Для духовного окормления верующих, проживавших на этой территории, была создана апостольская делегатура, которая позднее была преобразована в территориальную прелатуру Шнайдемюля.
25 марта 1992 года Римский папа Иоанн Павел II издал буллу Totus tuus Poloniae populus, которой передал часть территории епархии Хелмно новым епархиям Эльблонга и Торуня. В этот же день епархия Хелмно была переименована в епархию Пельплина и присоединена к митрополии Гданьска.
24 февраля 2004 года епархия Пельплина передала часть своей территории новой епархии Быдгоща.

## Ординарии епархии
- епископ Хейденрик (1245—1263);
- епископ Фридрих фон Хаузен (1264—1274);
- епископ Вернер фон Кульм (1275—1291);
- епископ Генрих Шенк (1292—1301);
- епископ Герман фон Кульм (1301—1311);
- епископ Эберхард фон Кульм (1311—1316/1319);
- епископ Николаус Афри (1319—1323);
- епископ Отто фон Кульм (1323—1349);
- епископ Якоб фон Кульм (1349—1359);
- епископ Иоганн Шадланд (1360—1363);
- епископ Викбольд Добильштейн (1363—1385);
- епископ Рейнхард фон Зайн (1385—1390);
- епископ Мартин фон Лынов (1390—1390);
- епископ Миколай Шиффенбург (1390—1398);
- епископ Ян Кропидло (1398—1402);
- епископ Арнольд Шпатель (1402—1416);
- епископ Иоганн Мариенау (1416—1457);
- епископ Винценты Келбаса (1457—1479);
- епископ Стефан из Ниборка (1480—1495);
- епископ Миколай Храпицкий (1496—1507);
- епископ Ян Конопацкий (1508—1530);
- епископ Ян Дантышек (1530—1538);
- епископ Тидеман Гизе (1538—1549);
- епископ Станислав Хозьюш (1549—1551);
- епископ Ян Любодзеский (1551—1562);
- епископ Станислав Желиславский (1562—1571);
- епископ Пётр Костка (1574—1595);
- епископ Пётр Тылицкий (1595—1600);
- епископ Лаврентий Гембицкий (10.11.1600 — 19.04.1610) — назначен епископом Влоцлавека;
- епископ Мацей Конопацкий (1611—1613);
- епископ Ян Кучборский (1614—1624);
- епископ Якуб Задзик (1624—1635);
- епископ Ян Липский (1636—1639) — назначен архиепископом Гнезно;
- епископ Каспер Дзялыньский (1639—1646);
- епископ Анджей Лещиньский (4.11.1646 — 8.01.1653) — назначен архиепископом Гнезно;
- епископ Ян Гембицкий (21.04.1653 — 11.05.1655) — назначен епископом Плоцка;
- епископ Адам Косс (11.11.1657 — 11.02.1661);
- епископ Анджей Ольшовский (23.02.1661 — 26.06.1674) — назначен архиепископом Гнезно;
- епископ Ян (Казимеж) Малаховский (22.06.1676 — 12.05.1681) — назначен архиепископом Кракова;
- епископ Ян Казимеж Опалиньский (23.06.1681 — 22.07.1693);
- епископ Казимеж Щука (2.10.1693 — 30.06.1694);
- епископ Теодор Анджей Потоцкий (11.04.1699 — 16.11.1711) — назначен архиепископом Вармии;
- епископ Ян Казимеж де Альтен Бокум (27.06.1718 — 30.06.1721);
- епископ Феликс Игнаций Кретовский (20.11.1722 — 6.12.1730);
- епископ Томаш Францишек Чапский (6.12.1730 — 23.04.1733);
- епископ Адам Станислав Грабовский (26.09.1736 — 15.07.1739) — назначен епископом Влоцлавека;
- епископ Анджей Станислав Залуский (8.03.1739 — 12.03.1746) — назначен архиепископом Кракова;
- епископ Войцех Станислав Леский (17.10.1746 — 19.09.1758);
- епископ Анджей Игнаций Байер (18.11.1758 — 31.01.1785);
- епископ Иоганн Карл фон Гогенцоллерн-Эхинген (31.01.1785 — 16.07.1795) — назначен архиепископом Вармии;
- епископ Францишек Ксаверий Рыдзыньский (10.10.1795 — 16.10.1814);
- епископ Игнацы Станислав Матты (17.11.1823 — 20.05.1832);
- епископ Анастасиус Седлаг (28.07.1833 — 23.09.1856);
- епископ Йоханнес Непомук фон дер Марвиц (14.01.1857 — 29.03.1886);
- епископ Леон Реднер (16.11.1886 — 1.04.1898);
- епископ Августин Розентреттер (22.12.1898 — 4.10.1926);
- епископ Станислао Оконевский (4.10.1926 — 1944);
  - епископ Кароль Мария Шплетт (5.12.1940 — 1945) — апостольский администратор;
  - епископ Анджей Вронка (1945 — 4.03.1946) — апостольский администратор;
- епископ Казимеж Юзеф Ковальский (4.03.1946 — 6.05.1972);
- епископ Бернард Чаплиньский (16.03.1973 — 30.12.1980);
- епископ Мариан Пжикуцкий (15.06.1981 — 25.03.1992) — назначен архиепископом Щецина-Каменя;
- епископ Ян Бернард Шлага (25.03.1992 — 25.04.2012);
- епископ Рышард Касина (27.10.2012 — по настоящее время).

## Источник
- Annuario Pontificio, Libreria Editrice Vaticana, Città del Vaticano, 2003, ISBN 88-209-7422-3
- Булла Totus Tuus Poloniae populus, AAS 84 (1992), стp. 1099  (лат.)